# Laurie Fortier
Pour les articles homonymes, voir Fortier.
Laurie Fortier est une actrice américaine, née le 25 février 1974 à Pasadena, en Californie (États-Unis).

## Biographie
Mariée en juin 2000 au réalisateur Deran Sarafian, ils ont un enfant.

## Filmographie

### Cinéma
- 1996 : Par amour pour Gillian (To Gillian on Her 37th Birthday) : Cindy Bayles
- 2000 : Dean Quixote : Annie
- 2000 : Cercle fermé (The In Crowd) : Kelly
- 2006 : Surveillance : Claire
- 2007 : Stories USA : Bunny (segment "Club Soda")
- 2015 : No Deposit : Angie Vanenti
- 2016 : The Red Maple Leaf : Margaret Adams
- 2016 : A Christmas in New York : Shannon
- 2017 : The Neighborhood : Angela D'Amico

### Télévision

#### Séries télévisées
- 1993 : Running the Halls (en) : Holiday Friedman
- 1995 : Incorrigible Cory (saison 2, épisodes 17 & 20) : Jasmine
- 1995 : Kirk (saison 1, épisode 3) : Megan
- 1996 : Sliders : Les Mondes parallèles (saison 3, épisode 1) : Nicky
- 1997 : Flic de mon cœur (saison 1, épisode 15) : Nikki Tilling
- 1998 : Chicago Hope : La Vie à tout prix (saison 5, épisode 8) : prostitué
- 1998 : Push : Cara Bradford
- 1999 : Love Therapy (saison 1, épisode 11) : Modèle
- 1999 : V.I.P. (saison 1, épisode 12) : Cynthia Murdoch
- 2002 : Les experts (saison 3, épisode 3) : Janine Wood
- 2005 : Les experts (saison 6, épisode 7) : Nancy
- 2006 : D.O.S. - Division des opérations spéciales (saison 1, épisode 12) : Dr Valerie Levin
- 2007 : Dr House (saison 4, épisode 7) : Darnell
- 2011 : No Ordinary Family (saison 1, épisode 15) : Melissa Rainey
- 2011 : Les Experts : Manhattan (saison 7, épisode 18) : vieil homme
- 2012 : Perception (saison 1, épisode 4) : Dr Elaine Steinman
- 2013 : Franklin & Bash (saison 3, épisode 1) : Allison Burien
- 2014 : Hawaii 5-0 (saison 4, épisode 12) : Bridgette Anderson
- 2014 : Castle (saison 6, épisode 19) : U.S. Attorney Stephanie Goldmark
- 2013-2014 : Hemlock Grove : Marie Godfrey
- 2014 : Rush (saison 1, épisode 7) : Molly Wilcox
- 2014 : Stalker (saison 1, épisode 11) : Stella
- 2016 : Game of Silence (saison 1, épisodes 5 & 6) : Tammy
- 2016 : Kings of Con (saison 1, épisode 1, 2 & 6) : le superfan
- 2017 : Exposed (saison 1, épisodes 5, 7 & 8) : Eva
- 2018 : Classé sans suite : Donna Kading
- 2018 : Badge of a Quitter (saison 1, épisode 4) : Brittney
- 2019 : Swamp Thing (saison 1, épisode 6) : Fraser Landry
- 2021 : The Walking Dead : Agatha

#### Téléfilms
- 1996 : Liaison coupable (Her Costly Affair) : Liz
- 2000 : Rocky Times : Lynn
- 2017 : Protéger ma fille à tout prix (Fatal Defense) : Gwen Walsh
- 2018 : Zombie at 17 : Kate Scott
- 2019 : Tu es à moi ! (A Deadly Romance) : Beth
- 2019 : La vie cachée de mon mari (Erasing His Past) : Karen
- 2019 : Une famille déchirée par les secrets (My Mom's Darkest Secrets) : Sara Hillman
- 2020 : La famille du péché (Into the Arms of Danger) : Laura
- 2020 : Driven to the Edge : Miss Stone
- 2021 : Chloé, 18 ans, disparue (Saving My Daughter) de Michael Feifer : Brittany
- 2021 : Je n’ai pas tué ma meilleure amie ! (Fatal Frenemies) de Richard Switzer : Michelle
- 2021 : La vérité sur ma naissance (Picture Perfect Lies) de John Murlowski : Angela Collins
- 2021 : Ma mère, mon sauveur (Recipe for Abduction) de Chris Jaymes : Eve
- 2021 : Le prix de l'excellence (Killer Grades) de Jose Montesinos : Katherine